# Nyabukono
Nyabukono är ett periodiskt vattendrag i Burundi.   Det ligger i provinsen Cankuzo, i den östra delen av landet, 130 km öster om huvudstaden Bujumbura.
I omgivningarna runt Nyabukono växer huvudsakligen savannskog. Runt Nyabukono är det ganska tätbefolkat, med 90 invånare per kvadratkilometer.